# Cantonul Peyruis
Cantonul Peyruis este un canton din arondismentul Forcalquier, departamentul Alpes-de-Haute-Provence, regiunea Provence-Alpes-Côte d'Azur, Franța.

## Comune
- La Brillanne
- Ganagobie
- Lurs
- Peyruis (reședință)